# Jet Set Radio Future
Pour les articles homonymes, voir Jet set (homonymie).
Jet Set Radio Future est un jeu vidéo de patins à roulettes de la série éponyme, dont les personnages sont représentés comme des héros de bande dessinée (avec la technique de cel-shading), édité par Sega en 2002 sur Xbox. C'est la suite de Jet Set Radio (US: Jet Grind Radio), sorti sur Dreamcast et Game Boy Advance.

## Système de jeu

### Généralités
Ce jeu vidéo vous met dans la peau de patineurs qui s'affrontent entre gangs, posent des graffitis et doivent également échapper à la police, etc. Vous aurez à accomplir différentes missions tout au long du jeu pour, notamment, débloquer tous les personnages jouables. Il est possible aussi de jouer à plusieurs pour des parties allant jusqu'à 4 joueurs sur une même Xbox.
Les missions consistent le plus souvent à repasser les graffitis des gangs adverses dispersés dans chaque zone. Il y a également des courses, des figures à exécuter, des affrontements contre des policiers et des boss.
Les déplacements se font le plus souvent en grind, c'est-à-dire en glissant sur des rampes, des rambardes et autres éléments du décor placés à cet effet. Le but étant d'enchainer les grinds en sautant de rampes en rampes. Les personnages peuvent également glisser sur certaines surfaces murales, grinder sur les poteaux à la verticale, les fils électriques, faire des figures dans un half pipe etc.
Quant aux graffitis, ils se font automatiquement en pressant la touche plus ou moins longtemps, contrairement au premier épisode sur Dreamcast où il fallait accomplir des combinaisons pour en réussir un.

### La ville

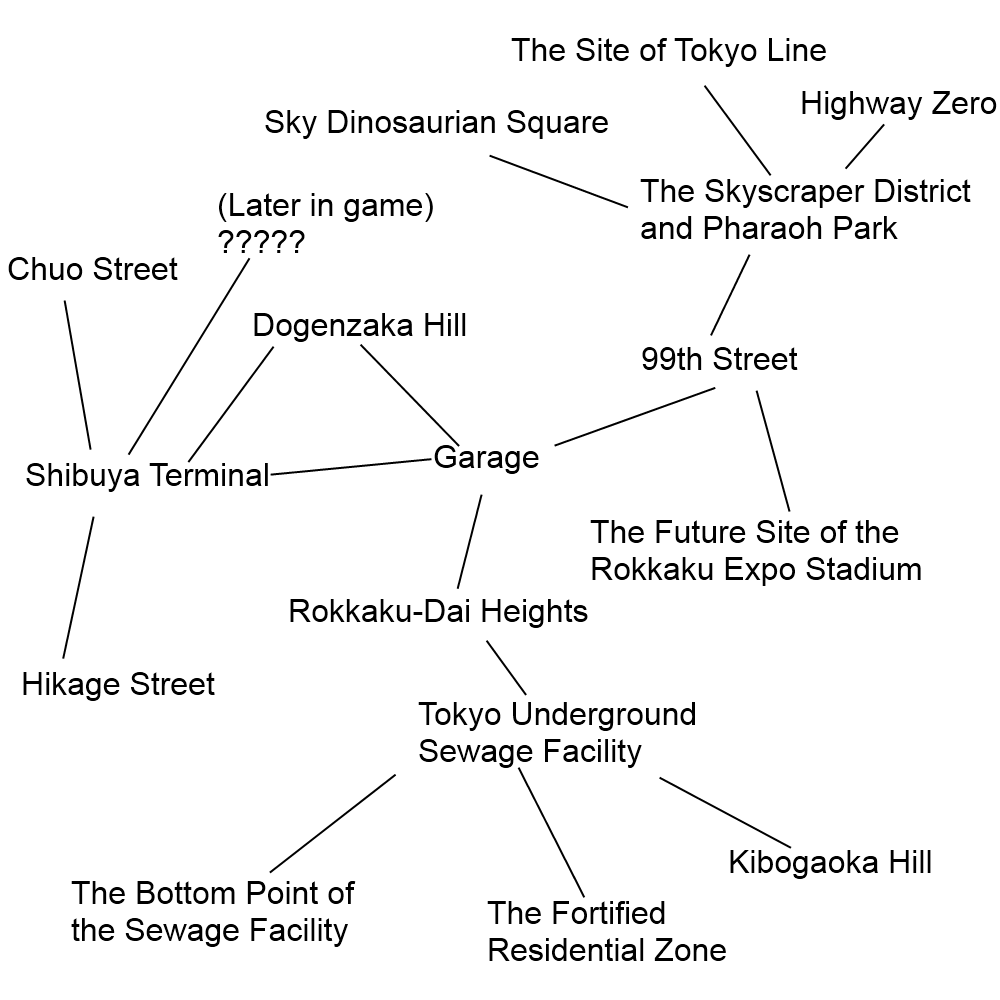
Plan de la ville

Le jeu prend place à Tokyo-To une sorte de Tokyo futuriste et fantaisiste. Plusieurs missions et autres challenges sont disponibles pour chaque quartiers. La plupart de ces quartiers sont dirigés par des gangs rivaux qu'il faut battre.

### Personnages
Les personnages pouvant être incarnés par le joueur font partie du gang des GG's. Leur quartier général est le garage au centre de la carte du jeu.

## Bande-son
La série des Jet Set Radio se distingue par sa bande originale qui est immédiatement associée au jeu à la première écoute mais qui peut très bien s'écouter sans.
Composée par Hideki Naganuma et Richard Jacques, l'OST contient en plus des compositions originales, des remix ou d'anciens sons de Mike D des Beastie Boys ou bien encore de Cibo Matto.
Sorti en 2002 au Japon, elle inclut 18 titres ainsi que d'un medley.
- 01. The Concept Of Love
- 02. Fly Like A Butterfly
- 03. Funky Dealer
- 04. Shape Da Future
- 05. Teknopathetic
- 06. Oldies But Happies
- 07. Like It Like This Like That
- 08. I Love Love You (JSRF version)
- 09. Baby-T (JSRF version)
- 10. Humming The Bassline (D.S. Remix)
- 11. Rock It On (D.S. Remix)
- 12. Sneakman (Toronto Mix)
- 13. What About The Future
- 14. Bokfresh
- 15. Let Mom Sleep (No Sleep Remix)
- 16. That's Enough (B.B.Rights Mix)
- 17. Sweet Soul Brother (B.B.Rights Mix)
- 18. Grace & Glory (B.B.Rights Mix)
- 19. Jet Set Medley Future
- 20. Jet Set Station #2
- 21. Jet Set Groove #3
- 22. Jet Set Groove #4
- 23. Hello Allison (Aisle 10)

## Accueil
- Jeuxvideo.com : 17/20[1]